# 北葛城郡

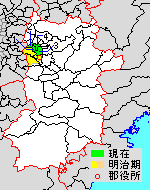
奈良県北葛城郡の範囲（1.上牧町 2.王寺町 3.広陵町 4.河合）

北葛城郡（きたかつらぎぐん）は、奈良県の郡。
人口94,290人、面積37.68km²、人口密度2,502人/km²。（2025年2月1日、推計人口）
以下の4町を含む。
- 上牧町（かんまきちょう）
- 王寺町（おうじちょう）
- 広陵町（こうりょうちょう）
- 河合町（かわいちょう）

## 郡域
1897年（明治30年）に行政区画として発足した当時の郡域は、上記4町のほか、下記の区域にあたる。
- 香芝市（全域）
- 大和高田市の大部分（奥田・吉井・根成柿・秋吉・西坊城・出村を除く）
- 葛城市の大部分（忍海・新町・南花内・薑・林堂・西辻・山田・平岡・山口・笛吹・脇田・梅室を除く）

## 歴史
- 明治30年（1897年）

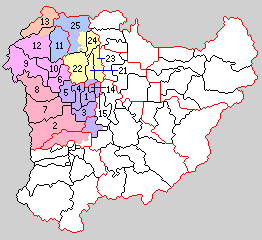
1.高田町 2.新庄村 3.浮孔村 4.磐園村 5.陵西村 6.五位堂村 7.磐城村 8.當麻村 9.二上村 10.下田村 11.上牧村 12.志都美村 13.王寺村 14.土庫村 15.松塚村 21.瀬南村 22.馬見村 23.百済村 24.箸尾村 25.河合村（紫：大和高田市 桃：香芝市 赤：葛城市 橙：王寺町 黄：広陵町 青：合併なし）

  - 4月1日 - 郡制の施行のため、葛下郡・広瀬郡の区域をもって北葛城郡が発足。（1町19村）
    - 旧・葛下郡（1町14村） - 高田町（現・大和高田市）、新庄村（現・葛城市）、浮孔村、磐園村、陵西村（現・大和高田市）、五位堂村（現・香芝市）、磐城村、當麻村（現・葛城市）、二上村、下田村（現・香芝市）、上牧村（現・上牧町）、志都美村（現・香芝市）、王寺村（現・王寺町）、土庫村、松塚村（現・大和高田市）
    - 旧・広瀬郡（5村） - 瀬南村（現・大和高田市、広陵町）、馬見村、百済村、箸尾村（現・広陵町）、河合村（現・河合町）

  - 8月1日 - 郡制を施行。郡役所が高田町に設置。
- 明治34年（1901年）4月1日 - 浮孔村の一部（三倉堂）が高田町に編入。
- 大正12年（1923年）
  - 4月1日 - 郡会が廃止。郡役所は存続。
  - 8月31日 - 新庄村が町制施行して新庄町となる。（2町18村）
- 大正15年（1926年）
  - 2月11日 - 王寺村が町制施行して王寺町となる。（3町17村）
  - 7月1日 - 郡役所が廃止。以降は地域区分名称となる。
- 昭和2年（1927年）
  - 4月29日 - 箸尾村が町制施行して箸尾町となる。（4町16村）
  - 8月22日 - 土庫村・松塚村（土庫・松塚組合村）が高田町に編入。（4町14村）
- 昭和16年（1941年）1月1日 - 浮孔村・磐園村が高田町に編入。（4町12村）
- 昭和23年（1948年）1月1日 - 高田町が市制施行・改称して大和高田市となり、郡より離脱。（3町12村）
- 昭和28年（1953年）5月1日 - 馬見村が町制施行して馬見町となる。（4町11村）
- 昭和30年（1955年）4月15日 - 瀬南村・馬見町・百済村が合併して広陵町が発足。（4町9村）
- 昭和31年（1956年）
  - 4月1日（5町4村）
    - 五位堂村・下田村・二上村・志都美村が合併して香芝町が発足。
    - 磐城村・當麻村が合併し、改めて當麻村が発足。

  - 5月3日 - 新庄町が南葛城郡忍海村を編入。
  - 7月10日 - 新庄町の一部（東辻・北十三）が南葛城郡御所町に編入。
  - 9月1日 - 箸尾町が広陵町に編入。
  - 9月30日 - 陵西村が大和高田市に編入。
- 昭和32年（1957年）
  - 1月1日 - 香芝町の一部（畠田の大部分）が王寺町に編入。
  - 7月1日 - 広陵町の一部（池尻および藤森の一部）が大和高田市に編入。
  - 10月1日 - 新庄町の一部（柳原・出屋敷・今城）が南葛城郡御所町に編入。
- 昭和41年（1966年）4月1日 - 當麻村が町制施行して當麻町となる。（5町2村）
- 昭和46年（1971年）12月1日 - 河合村が町制施行して河合町となる。（6町1村）
- 昭和47年（1972年）12月1日 - 上牧村が町制施行して上牧町となる。（7町）
- 平成3年（1991年）10月1日 - 香芝町が市制施行して香芝市となり、郡より離脱。（6町）
- 平成16年（2004年）10月1日 - 新庄町・當麻町が合併して葛城市が発足し、郡より離脱。（4町）

### 変遷表
| 明治22年以前 | 旧郡   | 明治29年3月29日 | 明治29年 - 大正15年  | 昭和1年 - 昭和19年          | 昭和20年 - 昭和29年                | 昭和30年 - 昭和39年              | 昭和40年 - 昭和64年         | 平成1年 - 現在         | 現在       |
| ------------ | ------ | --------------- | -------------------- | --------------------------- | ---------------------------------- | -------------------------------- | --------------------------- | ---------------------- | ---------- |
|              | 葛下郡 | 高田町          | 高田町               | 高田町                      | 昭和23年1月1日 市制改称 大和高田市 | 大和高田市                       | 大和高田市                  | 大和高田市             | 大和高田市 |
|              | 葛下郡 | 土庫村          | 土庫村               | 昭和2年8月22日 高田町に編入 | 昭和23年1月1日 市制改称 大和高田市 | 大和高田市                       | 大和高田市                  | 大和高田市             | 大和高田市 |
|              | 葛下郡 | 松塚村          | 松塚村               | 昭和2年8月22日 高田町に編入 | 昭和23年1月1日 市制改称 大和高田市 | 大和高田市                       | 大和高田市                  | 大和高田市             | 大和高田市 |
|              | 葛下郡 | 浮孔村          | 浮孔村               | 昭和16年1月1日 高田町に編入 | 昭和23年1月1日 市制改称 大和高田市 | 大和高田市                       | 大和高田市                  | 大和高田市             | 大和高田市 |
|              | 葛下郡 | 磐園村          | 磐園村               | 昭和16年1月1日 高田町に編入 | 昭和23年1月1日 市制改称 大和高田市 | 大和高田市                       | 大和高田市                  | 大和高田市             | 大和高田市 |
|              | 葛下郡 | 陵西村          | 陵西村               | 陵西村                      | 陵西村                             | 昭和31年9月30日 大和高田市に編入 | 大和高田市                  | 大和高田市             | 大和高田市 |
|              | 葛下郡 | 二上村          | 二上村               | 二上村                      | 二上村                             | 昭和31年4月1日 香芝町            | 香芝町                      | 平成3年10月1日 市制    | 香芝市     |
|              | 葛下郡 | 五位堂村        | 五位堂村             | 五位堂村                    | 五位堂村                           | 昭和31年4月1日 香芝町            | 香芝町                      | 平成3年10月1日 市制    | 香芝市     |
|              | 葛下郡 | 下田村          | 下田村               | 下田村                      | 下田村                             | 昭和31年4月1日 香芝町            | 香芝町                      | 平成3年10月1日 市制    | 香芝市     |
|              | 葛下郡 | 志都美村        | 志都美村             | 志都美村                    | 志都美村                           | 昭和31年4月1日 香芝町            | 香芝町                      | 平成3年10月1日 市制    | 香芝市     |
|              | 葛下郡 | 王寺村          | 大正15年2月11日 町制 | 王寺町                      | 王寺町                             | 王寺町                           | 王寺町                      | 王寺町                 | 王寺町     |
|              | 葛下郡 | 上牧村          | 上牧村               | 上牧村                      | 上牧村                             | 上牧村                           | 昭和47年12月1日 町制 上牧町 | 上牧町                 | 上牧町     |
|              | 葛下郡 | 當麻村          | 當麻村               | 當麻村                      | 當麻村                             | 昭和31年4月1日 當麻村            | 昭和41年4月1日 町制 當麻町  | 平成16年10月1日 葛城市 | 葛城市     |
|              | 葛下郡 | 磐城村          | 磐城村               | 磐城村                      | 磐城村                             | 昭和31年4月1日 當麻村            | 昭和41年4月1日 町制 當麻町  | 平成16年10月1日 葛城市 | 葛城市     |
|              | 葛下郡 | 新庄村          | 大正12年8月31日 町制 | 新庄町                      | 新庄町                             | 新庄町                           | 新庄町                      | 平成16年10月1日 葛城市 | 葛城市     |
|              | 忍海郡 | 南葛城郡 忍海村 | 南葛城郡 忍海村      | 南葛城郡 忍海村             | 南葛城郡 忍海村                    | 昭和31年5月3日 新庄町に編入      | 新庄町                      | 平成16年10月1日 葛城市 | 葛城市     |
|              | 広瀬郡 | 河合村          | 河合村               | 河合村                      | 河合村                             | 河合村                           | 昭和46年12月1日 町制        | 河合町                 | 河合町     |
|              | 広瀬郡 | 馬見村          | 馬見村               | 馬見村                      | 昭和28年5月1日 町制 馬見町         | 昭和30年4月15日 広陵町           | 広陵町                      | 広陵町                 | 広陵町     |
|              | 広瀬郡 | 百済村          | 百済村               | 百済村                      | 百済村                             | 昭和30年4月15日 広陵町           | 広陵町                      | 広陵町                 | 広陵町     |
|              | 広瀬郡 | 瀬南村          | 瀬南村               | 瀬南村                      | 瀬南村                             | 昭和30年4月15日 広陵町           | 広陵町                      | 広陵町                 | 広陵町     |
|              | 広瀬郡 | 箸尾村          | 箸尾村               | 昭和2年4月29日 町制 箸尾町  | 箸尾町                             | 昭和31年9月1日 広陵町に編入      | 広陵町                      | 広陵町                 | 広陵町     |

## 行政
歴代郡長
| 代 | 氏名       | 就任年月日                | 退任年月日                | 備考                   |
| -- | ---------- | ------------------------- | ------------------------- | ---------------------- |
| 1  | 恩田壽夫   | 明治30年（1897年）4月1日  | 明治31年（1898年）8月4日  | 吉野郡長へ転任         |
| 2  | 畠山好敏   | 明治31年（1898年）8月4日  | 明治32年（1899年）4月8日  | 依願免本官             |
| 3  | 池上安正   | 明治32年（1899年）4月8日  | 明治40年（1907年）6月15日 | 福島県安積郡長へ転任   |
| 4  | 片山安太郎 | 明治40年（1907年）6月15日 | 明治43年（1910年）4月4日  | 磯城郡長へ転任         |
| 5  | 河田正通   | 明治43年（1910年）4月4日  | 明治44年（1911年）6月19日 | 宇智郡長へ転任         |
| 6  | 和田常太   | 明治44年（1911年）6月19日 | 大正3年（1914年）5月30日  | 宇智郡長へ転任         |
| 7  | 清水篤太郎 | 大正3年（1914年）5月30日  | 大正5年（1916年）6月24日  | 山辺郡長へ転任         |
| 8  | 西精一     | 大正5年（1916年）6月24日  | 大正7年（1918年）7月18日  | 奈良県理事官へ転任     |
| 9  | 岩松繁夫   | 大正7年（1918年）7月18日  | 大正12年（1923年）3月12日 | 依願免本官             |
| 10 | 長井直造   | 大正12年（1923年）3月12日 | 大正15年（1926年）6月30日 | 郡役所廃止により、廃官 |

## 関連文献
- 『大和北葛城郡史. 上巻』奈良県北葛城郡、1904年。NDLJP:766000。